# Piirissaare kommun
Piirissaare kommun (estniska: Piirissaare vald) var en tidigare kommun i landskapet Tartumaa i östra Estland. Den låg cirka 200 kilometer sydost om huvudstaden Tallinn och var innan kommunreformen 2017 Estlands befolkningsmässigt minsta kommun. Byn Tooni utgjorde kommunens centralort.
Kommunen uppgick den 25 oktober 2017 i Tartu kommun.

## Geografi
Piirissaare kommun omfattade ön Piirissaar (Gränsön) som är belägen i den södra delen av sjön Peipus, inte långt från den ryska gränsen som går genom sjön.

### Karta

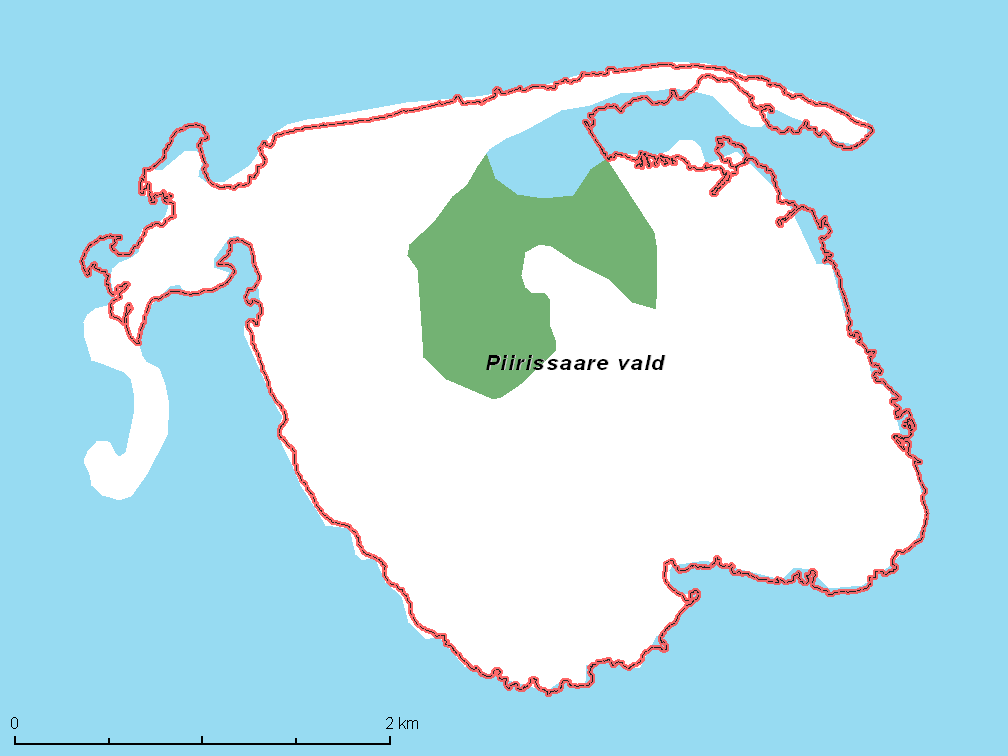
Översiktlig karta över den dåvarande kommunen.

### Klimat
Trakten ingår i den hemiboreala klimatzonen. Årsmedeltemperaturen i trakten är 4 °C. Den varmaste månaden är augusti, då medeltemperaturen är 17 °C, och den kallaste är januari, med −9 °C.

## Orter

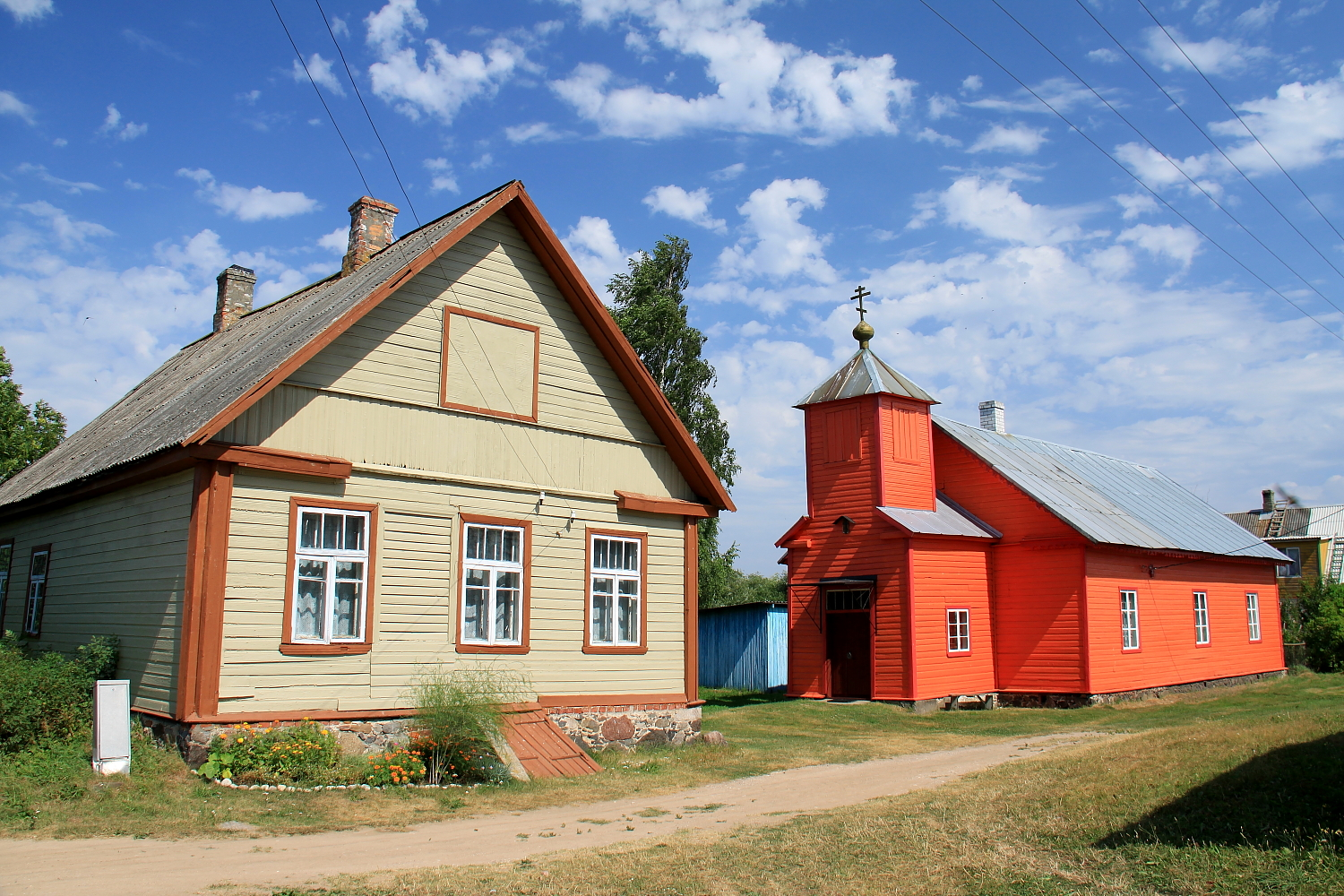
Byn Saare på ön Piirissaar.

I Piirissaare kommun fanns tre byar.

### Byar
- Piiri
- Saare
- Tooni